# Rishi

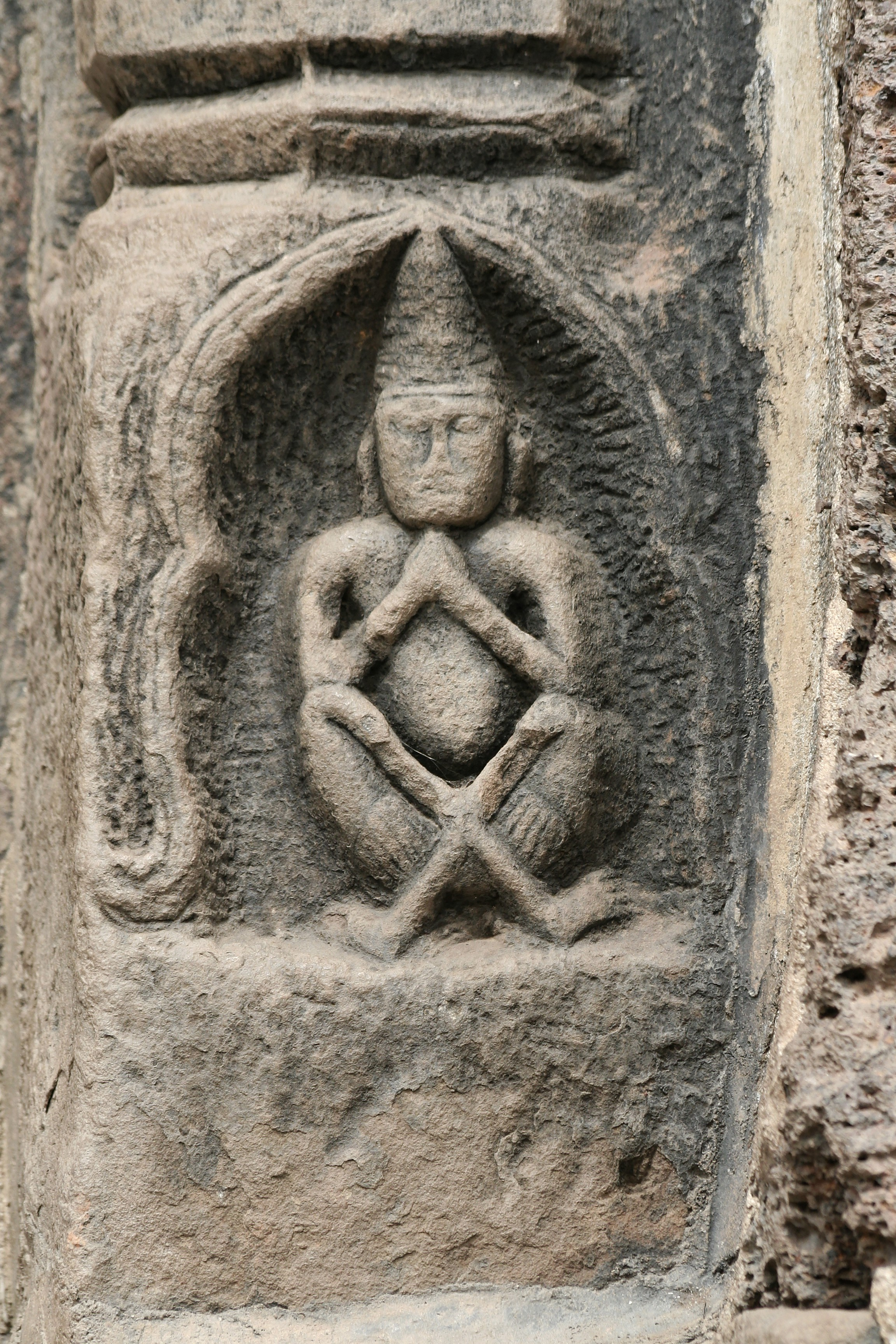
Un rishi sculpté au bas d'une colonnette du Phra Prang Sam Yod de Lopburi en Thaïlande.

Rishi (sanskrit IAST : ṛṣi ; devanāgarī : ऋषि ; tibétain : དྲང་སྲོང་, Wylie : drang srong, THL : Drangsong) signifie « chantre-auteur des hymnes védiques, poète, voyant ; démiurge, géniteur (prajāpati) ; patriarche, sage, ascète, ermite ».
Un Rishi védique est un témoin primordial de toutes les régularités à l'œuvre en ce monde qui manifestent pour lui le Veda au sens premier de « découverte » de l'ordre cosmique. Il est celui qui a vu les vérités éternelles.
Après la période védique de la culture indienne, le brahmanisme conçoit les sept Rishi (saptarṣi) comme d'anciens sages qui auraient « entendu » (Śruti) le Véda primordial.
L'hindouisme considère les Rishi comme des yogi qui, en méditation profonde, entendirent les « hymnes » du Véda émanés du Brahman.

## Étymologie
Le nom masculin ऋषि (ṛṣi) est parfois transcrit Richi en français, et toujours transcrit Rishi en anglais, généralement traduit par « chantre-auteur des hymnes védiques », mais aussi par « sage, ermite, ascète ». L'étymologie du mot ṛṣi est obscure . Les dictionnaires qui s'aventurent à lui en donner une proposent ṛṣ, 'couler' dans un sens obsolète de 'dṛś': 'voir'. Cette interprétation provient essentiellement de celle du Nirukta de Yaska: “de darśana ‘vision’: ‘il vit les hymnes’ selon [l’école védique] aupamanyava”.

## Les septRishi(saptarṣi)
Dans la mythologie hindoue, on trouve la mention de sept sages ou patriarches védiques ; ils sont les géniteurs (prajāpati) issus de l'esprit de Brahmā pour enfanter le monde ; on les associe aux sept étoiles de la Grande Ourse.
Ceux de l'ère (manvantara) de Svāyaṃbhuva sont : Marīci, Vasiṣṭha, Aṅgirā, Atri, Pulastya, Pulaha, Kratu.
Ceux de l'ère de Vaivasvata sont : Vasiṣṭha, Kaśyapa, Atri, Jamadagni, Gautama (en), Vishvamitra, Bharadvāja.
On liste parfois aussi Agastya, Kaṇva et Bhṛgu.

## Védisme
La tradition indienne attribue aux rishi la composition des hymnes (sûkta) les plus anciens du Rig-Véda qui forment la base de la Rigveda-samhita, première collection de textes écrits du védisme.
La tradition rapporte aussi que chacun des dix cycles (mandala) du Rig-Véda serait tributaire d'une seule famille de rishi. Pour Richard Waterstone cette croyance en dix familles de rishi proviendrait cependant de structures littéraires propres à chacun des dix mandala qui leur donnent un style spécifique.

### Śrutiaudition de l'ordre régulier
Les Rishi entendirent le cosmos proférer de lui-même le son fondamental que développent ensuite les stances du Veda éternel dont voici un exemple : « ô Soma, ô bienfaiteur puissant, uni à ta douce rosée, viens dans le sacrifice au milieu de ces richesses qui font ta gloire », premier verset d'une « hymne » au pouvoir de Soma, transmis par les sept Rishi Bharadvaja, Kasyapa, Gotama, Atri, Vishvamitra, Jamadagni, et Vasishtha.
Ainsi, l'écoute perpétuelle (Shruti) de l'ordre éternel (Rita) permet aux Rishi de connaître (Veda) cet ordre et de trouver (Veda) les moyens de l'exprimer en strophes (ṛ cā) rythmées, bien mesurées, qui se transmettent régulièrement de bouche à oreille jusqu'aux indiens d'aujourd'hui et les dépassent, éternellement transmises aux générations hindouistes à venir car, « Pères d'une heureuse lignée, puissions-nous chanter longtemps encore dans le sacrifice ».
En note au verset « C'est ainsi que les premiers Rishi ont obtenu le bonheur », Langlois note que le nom de Oûmas donné aux Rishi les distinguent des Pitri, les Ancêtres, avec lesquels il convient de ne pas les confondre.

### SeptRishiou davantage
Un Richi (un Rishi) est un ancien Sage qui participe au Veda qu'il « entend » et restitue en stances védiques constitutives de la tradition orale du Rig-Véda. Que l'initiale du nom Richi soit la septième lettre de l'alphabet indien devanāgarī et que la tradition indienne s'accorde généralement à dénombrer sept Richi primordiaux forme une coïncidence mnémotechnique utile et coutumière de la mentalité védique fortement imprégnée de magie.
Autre coïncidence numérique et magique : dans les Vedāṅga, « appendices du Veda » postérieurs au védisme primitif, l'astrologie indienne (jyotish) nomme « sept rishi » (saptarishi) l'ensemble des sept étoiles qui forment ce que l'astronomie contemporaine appelle la Grande Ourse.
« Le brillant Soma est versé ... en même temps s'approchent les sept Rishi éclairés », en ce début d'une autre stance (rik, rig-), le nombre sept permet d'associer les rishi aux sept offrandes du sacrifice védique (yajña) et aux sept mètres de la poésie védique.
Ce chiffre sept étant « magique » plutôt qu'arithmétique, le nombre réel des Rishi pourrait bien être supérieur. La plupart des hymnes de la huitième lecture de la section huit du Rig-Véda sont en effet attribués à des Rishi très nombreux. Le tableau ci-après en compte trois fois onze, soit trente-trois (11 et 33 sont aussi des chiffres magiques dans la numérologie védique). La plupart des Rishi y sont apparentés à l'aide de l'expression « fils de » et sont donc masculins, tel Atri fils de Sankhya. Quelques Rishi sont du genre féminin, telles Satchi fille de Pouloman, Indrani, ou Sraddha fille de Cama.
| no | Hymne   | Rishi          | fils de           |
| 1  | I       | Atri           | Sankhya           |
| 2  | II      | Souparna       | Tarkchya          |
| 3  | III     | Indrânî        |                   |
| 4  | IX      | Sraddha        | fille de Cama     |
| 5  | XI      | les Ondes      | mères d'Indra     |
| 6  | XII     | Yami           |                   |
| 7  | XIV     | Kétounaman     | Agni              |
| 8  | XV      | Bhouvana       | Aptya             |
| 9  | XVI     | Tchakchous     | Sourya            |
| 10 | XVII    | Satchi         | fille de Pouloman |
| 11 | XIX     | Yakchmanasana  | Pradjapati        |
| 12 | XXII    | Pratchétas     | Angiras           |
| 13 | XXIII   | Capota         | Nirriti           |
| 14 | XXIV    | Richabha       | Virat ou Sakwari  |
| 15 | XXV     | Viswamitra     | Djamadagni        |
| 16 | XXVI    | Anila          |                   |
| 17 | XXVIII  | Vibhrat        | Sourya            |
| 18 | XXXIII  | Ourdhwagravan  | Ambouda           |
| 19 | XXXIV   | Sounou         | Ribhou            |
| 20 | XXXV    | Patanga        | Pradjapati        |
| 21 | XXXVI   | Arichtanémi    | Tarkchya          |
| 22 | XXXVIII | Djaya          | Indra             |
| 23 | XXXIX   | Pratha         | Vasichta          |
| 24 | idem    | Sapratha       | Bharad            |
| 25 | idem    | Gharma         | Sourya            |
| 26 | XL      | Tapourmourdhan | Vrihaspati        |
| 27 | XLI     | Pradjavan      | Pradjapati        |
| 28 | XLIII   | Satyadhriti    | Varouna           |
| 29 | XLIV    | Oula           |                   |
| 30 | XLV     | Vatsa          | Agni              |
| 31 | XLVI    | Syéna          | Agni              |
| 32 | XLVII   | Sarparadjgni   |                   |
| 33 | XLIX    | Savanarasa     |                   |

Pour montrer que la définition du nombre exact des Rishi s'avère un problème très compliqué, voici le verset 15 d'un hymne à Indra. : « Dans la partie inférieure (d'Indra) apparaissent sept Rishi, et huit dans la partie supérieure, derrière lui se sont fixés neuf personnages, et dix autres se partagent la partie antérieure du ciel ». Et le verset 16 de poursuivre : « Un de ces dix Rishi, Kapila, est chargé par ses compagnons de suivre, comme Aditya, le cours du grand sacrifice ».
Ces auteurs d'hymnes ne sont pas des Rishi primordiaux, mais ils portent le titre honorifique de Rishi, précurseur du titre de Maharishi qui sera utilisé dans l'hindouisme.

## Brahmanisme
Sept Rishi (les Saptarishi) sont souvent mentionnés dans les Brahmana et les travaux postérieurs en tant que représentants typiques du caractère et de l'esprit de la période préhistorique ou mythique.
Dans le Shatapatha Brahmana (14,5,2,6), leurs noms sont Gotama, Bharadvaja, Vishvamitra, Jamadagni, Vasishtha, Kashyapa, et Atri.

## Hindouisme
Dans l'Hindouisme, un Rishi (ऋषि, ṛṣi) est considéré soit comme un patriarche, un saint, un prêtre, un précepteur, un auteur d'hymnes védiques, un sage, un ascète, un prophète, un ermite, soit comme une combinaison de ces différentes fonctions.
Les Purâna citent des noms de Rishi accompagnés de descriptions mythologiques embellies, certains Purâna les considèrent comme des demi-dieux, d'autres comme des sages qui ont « entendu » (Shruti) les hymnes du Veda émanés de l'être suprême Brahman pendant qu'ils étaient en méditation profonde.
Dans Mahābhārata 12, livre issu de la Smriti et non de la Shruti, les Rishi  sont Marichi, Atri, Angiras, Pulaha, Kratu, Pulastya et Vasishtha.
Aujourd'hui rishi est devenu un terme honorifique.